# 1983年の日本シリーズ
1983年の日本シリーズ（1983ねんのにっぽんシリーズ、1983ねんのにほんシリーズ）は、1983年10月29日から11月7日まで行われたセ・リーグ優勝チームの読売ジャイアンツとパ・リーグ優勝チームの西武ライオンズによる第34回プロ野球日本選手権シリーズである。

## 概要
日本シリーズ史上で関東地方の球団同士の対戦は、1960年、1970年、1981年に次いで4回目となった。
読売ジャイアンツと西武ライオンズの対戦は、西武が西鉄ライオンズ時代の1963年以来20年ぶりの組み合わせとなった。
広岡達朗監督率いる西武ライオンズと藤田元司監督率いる読売ジャイアンツの対決となったこの年の日本シリーズは西武が4勝3敗で勝利し、2年連続で西武になってから2度目、西鉄時代から5度目の日本一を達成した。西武としては前身の西鉄時代を含め過去4回の日本一は全てビジター球場（後楽園球場、ナゴヤ球場）で決めており、初めて本拠地球場で日本一を決定したシリーズとなった。
シリーズ開幕前からマスコミが「球界の盟主の座を賭けた戦い」と喧伝し、テレビ中継の視聴率も連日40%を超すなど、日本社会の広い範囲から注目を浴びた戦いとなった。シリーズ新記録となる3度のサヨナラ試合、第3戦以降は先取点を取った方が負けという逆転に次ぐ逆転が相次ぎ、日本シリーズ屈指の名勝負と讃えられた。あまりの激闘ぶりに監督、選手たちも「ここまでやれば、もうどちらが勝ってもいい」（広岡達朗）「第6戦を終えたあたりで、正直いって勝ち負けはもうどうでもいいやという気分になったよ」（中畑清）という境地になったという。
西武はシーズン途中から日本シリーズを見据えて巨人の選手を研究していた。田淵幸一は巨人のエース・江川卓のビデオを「目を閉じればすぐさま江川の姿が脳裏にうかぶようになるまで連日ビデオを回し続けた」という。田淵は優秀選手に輝いた。大田卓司はシリーズ通じて打ちまくり最優秀選手となった。
西武は前年に続いてエースの東尾修をリリーフに回し、シーズン34セーブを記録した抑えの森との2枚でリリーフに厚みを増していたはずだった。しかし森は第3戦、第5戦と2度もサヨナラ打を浴びる誤算。東尾も第3戦、第5戦とリードした場面で登板しいずれも同点を許したが、第7戦では0-2とリードされた7回表から登板して3回を投げ無失点に抑え、胴上げ投手となった。広岡はコーチの森昌彦の助言を受けまた第4戦以降、巨人のベンチに癖を読まれていたベテランの黒田正宏・中堅の大石友好に代えてプロ2年目、20歳の伊東勤をスタメン捕手に起用し、日本一となった第7戦はフル出場した。伊東はその後1998年の第2戦まで捕手として67試合連続日本シリーズスタメン出場を記録する。
一方、巨人は「3勝」を計算していたエース・江川が第1戦を2回59球6失点でノックアウトされ、第4戦も投球中に右太股に肉離れを起こし6回で降板、救援登板した第6戦も金森永時にサヨナラ安打を浴びるなど、本来の力を発揮できないままに終わった。抑えの角三男もシーズン中の8月に左ひじを痛めて回復せず、ベンチ入りは果たしたものの緊迫した場面での救援登板は不可能であったものの、江川の穴をライバル的存在だった西本聖が埋めた形となった。第6戦で巨人が1点リードで迎えた9回を抑えれば日本一という巨人は、必勝を期して西本をマウンドに送った。だが1死から4本ヒットを浴びて同点とされてしまう。西本は第7戦も6回まで完璧な投球であったが、7回表に安打で走者に出た際、幾度も全力疾走を強いられてしまい（結局その回無得点）、7回裏には明らかに疲労の表情を見せ、無死満塁からテリー・ウィットフィールドに走者一掃の二塁打を打たれ、これが致命傷となった。
この他、西武ではコーチとして森祇晶が、巨人では翌年より監督に就任することとなった王貞治も助監督として、それぞれベンチ入りしていた。

## 試合結果
| 日付                                 | 試合   | ビジター球団（先攻） | スコア   | ホーム球団（後攻） | 開催球場           |
| ------------------------------------ | ------ | -------------------- | -------- | ------------------ | ------------------ |
| 10月29日（土）                       | 第1戦  | 読売ジャイアンツ     | 3 - 6    | 西武ライオンズ     | 西武ライオンズ球場 |
| 10月30日（日）                       | 第2戦  | 読売ジャイアンツ     | 4 - 0    | 西武ライオンズ     | 西武ライオンズ球場 |
| 10月31日（月）                       | 移動日 | 移動日               | 移動日   | 移動日             | 移動日             |
| 11月1日（火）                        | 第3戦  | 西武ライオンズ       | 4 - 5x   | 読売ジャイアンツ   | 後楽園球場         |
| 11月2日（水）                        | 第4戦  | 西武ライオンズ       | 7 - 4    | 読売ジャイアンツ   | 後楽園球場         |
| 11月3日（木）                        | 第5戦  | 西武ライオンズ       | 2 - 5x   | 読売ジャイアンツ   | 後楽園球場         |
| 11月4日（金）                        | 移動日 | 移動日               | 移動日   | 移動日             | 移動日             |
| 11月5日（土）                        | 第6戦  | 読売ジャイアンツ     | 3 - 4x   | 西武ライオンズ     | 西武ライオンズ球場 |
| 11月6日（日）                        | 第7戦  | 雨天中止             | 雨天中止 | 雨天中止           | 西武ライオンズ球場 |
| 11月7日（月）                        | 第7戦  | 読売ジャイアンツ     | 2 - 3    | 西武ライオンズ     | 西武ライオンズ球場 |
| 優勝：西武ライオンズ（2年連続5回目） |        |                      |          |                    |                    |

### 第1戦
|                  | 1 | 2 | 3 | 4 | 5 | 6 | 7 | 8 | 9 | R | H | E |
| ---------------- | - | - | - | - | - | - | - | - | - | - | - | - |
| 読売ジャイアンツ | 0 | 0 | 0 | 0 | 0 | 3 | 0 | 0 | 0 | 3 | 8 | 2 |
| 西武ライオンズ   | 1 | 5 | 0 | 0 | 0 | 0 | 0 | 0 | X | 6 | 8 | 1 |

1. 巨：江川（2回）、鹿取（2回）、定岡（1回）、加藤初（3回）
2. 西：松沼博（5回0/3）、永射（0回0/3）、東尾（4回）
3. 勝利：松沼博（1勝）
4. セーブ：東尾（1S）
5. 敗戦：江川（1敗）
6. 本塁打
巨：河埜1号2ラン（6回・松沼博）
西：田淵1号3ラン（2回・江川）
7. 審判
［球審］前川
［塁審］岡田功（一）、斎田（二）、三浦（三）
［外審］岡田哲（左）、山本文（右）
8. 試合時間：3時間13分

先発は西武が松沼博久、巨人が江川。
巨人は1回表、先頭の松本匡史が一、二塁間へ鈍いゴロを放つが、守備に不安のある一塁手の田淵幸一のグラブの下を抜け、二塁手の山崎裕之が回り込んで捕球し一塁カバーに入った松沼博へ送球するも間に合わず、内野安打となる。続く河埜和正は2球続けてボールとなるが3球目に犠打を決め、一死二塁とした。3番の篠塚利夫も0-3とボールが先行したが、カウント1-3から三塁線へ鋭いライナーを放つも三塁手のスティーブ・オンティベロスが好捕した三塁ライナーに倒れる。4番の原辰徳は松沼博から2球目、5球目と内角へ攻められた後、カウント2-3から外角のスライダーで見逃し三振に倒れた。
西武1回裏、先頭の石毛宏典は見逃し三振。続く立花義家は二塁後方へ打ち上げたが、捕球体勢に入った二塁手の篠塚利夫の後ろからこちらも捕球しようと前進した右翼手のレジー・スミスがぶつかり、スミスが一旦は打球をグラブに収めながら落球してしまい、立花は二塁へ進む（記録はスミスのエラー）。スティーブ四球で一死一、二塁とし、田淵は左中間へのライナーで倒れたが、大田卓司が中堅前へ抜ける適時打を放ち、1点を先制した。
そして西武は2回裏、先発の江川を一気に攻め立てる。石毛が三遊間を破る左前安打、黒田正宏も遊撃内野安打で続き、松沼博が送って一死二、三塁と好機を広げると、1番の山崎が三塁の原の左を抜く三塁線を破る二塁打で2者が生還。立花の一塁ゴロで山崎が三塁に進み、スティーブが四球を選ぶと、田淵幸一が左中間へ1号3点本塁打を放ち、この回5点を取った。
巨人は先発のエース江川が2回までに6安打6失点し2回56球で降板の誤算となったが、3回から4回まで鹿取義隆、5回定岡正二、6回から8回まで加藤初と継投し、3回以降は西武打線を1安打0点に抑えた。
巨人は2回以降立ち直った松沼博に対し5回まで2安打無失点に抑えられていたが、6回表に反撃する。先頭の松本が右前に落ちる安打で出塁し河埜への3球目に二盗を決め、河埜が左翼へ1号2点本塁打を放つ。ここで西武は先発の松沼博から永射保を救援に送り、継投に入る。だが永射は篠塚を四球を与え、原を迎えたところで東尾修へ交代。原の打席で篠塚が意表を突く二盗を決める。原は一塁ゴロに倒れたが続くスミスが右前へ適時安打。なおも中畑が三塁ゴロをスティーブが弾く三塁内野安打、淡口憲治の四球で一死満塁とチャンスを広げたが、東尾の前に山倉和博、続く定岡の代打・駒田徳広が連続三振に倒れ、この回3点で攻撃を終えた。
巨人は9回表、先頭の山倉の代打ヘクター・クルーズが遊撃ゴロを石毛の一塁への送球が高めとなり一塁の片平晋作がジャンプして捕球したがこれがセーフとなり、続く加藤の代打笹本信二も三遊間を破る安打を放って無死一、二塁とチャンスを作る。しかし東尾は松本を三振、河埜を右飛、そして篠塚を二塁ゴロに打ち取り、西武が6-3で勝利。6回から登板の東尾は4回72球のロングリリーフとなった。
公式記録関係（日本野球機構ページ）

### 第2戦
|                  | 1 | 2 | 3 | 4 | 5 | 6 | 7 | 8 | 9 | R | H  | E |
| ---------------- | - | - | - | - | - | - | - | - | - | - | -- | - |
| 読売ジャイアンツ | 2 | 0 | 0 | 0 | 0 | 0 | 1 | 0 | 1 | 4 | 10 | 1 |
| 西武ライオンズ   | 0 | 0 | 0 | 0 | 0 | 0 | 0 | 0 | 0 | 0 | 4  | 0 |

1. 巨：西本（9回）
2. 西：高橋直（3回）、松沼雅（3回）、小林（0回2/3）、永射（0回1/3）、木村広（1回）、工藤（1回）
3. 勝利：西本（1勝）
4. 敗戦：高橋直（1敗）
5. 本塁打
巨：原1号2ラン（1回・高橋直）
6. 審判
［球審］山本文
［塁審］岡田哲（一）、岡田功（二）、斎田（三）
［外審］谷村（左）、藤本（右）
7. 試合時間：3時間12分

先発は西武が高橋直樹、巨人は西本聖。
巨人が1回表、先頭の松本が左前安打で出塁すると河埜への初球に二盗、だが河埜は送りバントを失敗し松本を三塁に送れず、空振り三振に倒れた。篠塚も右飛で二死となるが、原辰徳が左翼へ1号2点本塁打を放ち、2点を先制した。
巨人は7回西本の犠飛、9回篠塚の適時打で追加点を挙げた。
先発の西本は得意球であるシュートを主体に27のアウトのうち21が内野ゴロ、外野フライ0本、4安打無四球で前々年のシリーズ第5戦に続く2試合連続の完封。これで元西鉄の稲尾和久の持つ日本シリーズ26イニング連続無失点のタイ記録となった。巨人が4-0で勝利し1勝1敗のタイとした。一方、遊撃手の河埜が7回に小林誠二から左手指に死球を受け退場し、左手薬指末節骨折で全治2週間の診断で戦線離脱を余儀なくされた。
公式記録関係（日本野球機構ページ）

### 第3戦
|                  | 1 | 2 | 3 | 4 | 5 | 6 | 7 | 8 | 9  | R | H  | E |
| ---------------- | - | - | - | - | - | - | - | - | -- | - | -- | - |
| 西武ライオンズ   | 0 | 1 | 0 | 0 | 0 | 3 | 0 | 0 | 0  | 4 | 9  | 1 |
| 読売ジャイアンツ | 0 | 0 | 0 | 2 | 0 | 0 | 0 | 1 | 2x | 5 | 11 | 0 |

1. 西：杉本（3回1/3）、東尾（5回1/3）、森（0回0/3）
2. 巨：槙原（5回1/3）、鹿取（0回2/3）、加藤初（3回）
3. 勝利：加藤初（1勝）
4. 敗戦：東尾（1敗1S）
5. 本塁打
西：テリー1号3ラン（6回・槙原）
巨：クルーズ1号ソロ（8回・東尾）
6. 審判
［球審］藤本
［塁審］谷村（一）、岡田哲（二）、岡田功（三）
［外審］前川（左）、三浦（右）
7. 試合時間：3時間22分

先発は巨人が槙原寛己、西武が杉本正。巨人は河埜が第2戦で左指骨折で戦線離脱した影響で2番篠塚、3番原と7番まで打順を繰り上げ、8番に河埜の代役の鈴木康友が入った。
西武は2回表、石毛の適時打で先制する。巨人は4回裏一死から中畑、クルーズの連続安打、さらにリリーフの東尾に駒田の適時打、槙原の押し出し四球で逆転した。西武は6回表、テリーの1号3点本塁打で再逆転、東尾も4回から続投していた。巨人は8回裏クルーズが1号本塁打を放ち、1点差とする。
巨人は9回裏、淡口憲治、松本匡史が倒れて二死となり、篠塚も2ストライクをとられる。だがカウント2-3からの7球目を中前安打し、原も初球を左前安打して二死一・二塁と好機を作る。そしてレジー・スミスが西武の「スミス・シフト」を抜く中前適時打を放ち、巨人が土壇場で同点に追いついた。西武はここで東尾に代えて、抑えの森繁和を投入する。だが、中畑清がその森から左前にサヨナラ安打を放ち、巨人が二死無走者からの4連続単打で逆転サヨナラ勝ちした。
日本シリーズのサヨナラゲームは1981年・対日本ハム第1戦での井上弘昭のタイムリー以来2年ぶり19回目。巨人では1977年の対阪急第3戦での河埜のサヨナラ3ラン本塁打以来6年ぶり7度目。
公式記録関係（日本野球機構ページ）

### 第4戦
|                  | 1 | 2 | 3 | 4 | 5 | 6 | 7 | 8 | 9 | R | H  | E |
| ---------------- | - | - | - | - | - | - | - | - | - | - | -- | - |
| 西武ライオンズ   | 0 | 0 | 1 | 0 | 2 | 0 | 0 | 3 | 1 | 7 | 17 | 1 |
| 読売ジャイアンツ | 2 | 1 | 0 | 0 | 0 | 1 | 0 | 0 | 0 | 4 | 10 | 2 |

1. 西：松沼博（1回0/3）、松沼雅（6回）、森（2回）
2. 巨：江川（6回）、鹿取（0回2/3）、加藤初（1回1/3）、定岡（1回）
3. 勝利：松沼雅（1勝）
4. セーブ：森（1S）
5. 敗戦：加藤初（1勝1敗）
6. 本塁打
西：立花1号2ラン（8回・加藤初）、山崎1号ソロ（9回・定岡）
巨：原2号2ラン（1回・松沼博）、山倉1号ソロ（2回・松沼博）
7. 審判
［球審］三浦
［塁審］前川（一）、谷村（二）、岡田哲（三）
［外審］山本文（左）、斎田（右）
8. 試合時間：3時間18分

先発は第1戦と同じく巨人が江川、西武は松沼博。前述のように西武はこの試合から第7戦まで2年目の伊東勤をスタメンに起用、また1番・石毛と7番・山崎と打順を入れ替えた。
巨人の先発江川は1回表、先頭の石毛宏典を捕邪飛に打ち取った5球目の投球の際に右足をプレートに引っ掛けて、肉離れを起こしてしまう。続く立花義家が右前安打を放った後、藤田監督がマウンドに向かい、江川も一旦はベンチに退いた。ここで江川はトレーナーから肉離れと診断され、右太股をテーピングして首脳陣に「いけるところまでいきます」と告げて再びマウンドに戻った。
巨人が1回裏、原の2号2点本塁打で先制する。2回裏にも先頭打者の山倉の1号本塁打で3-0とリードを広げる。ここで西武は早くも先発の松沼博を諦め松沼雅之を救援に送り、継投に入る。松沼雅は巨人の攻撃を食い止める好投を見せ、7回まで投げるロングリーフとなる。西武は3回表にスティーブの適時打で1点を返すと、5回表田淵の2点適時打で3-3の同点に追いつく。しかし巨人は6回裏、江川が右中間を破る適時打で4-3と勝ち越す。だが長打にもかかわらず一塁で止まった江川はここで代走を送られて、6回で降板の形となった。
江川がマウンドを去った巨人は7回表に鹿取義隆を投入するが二死満塁のピンチを招いたところで加藤初にスイッチ。加藤は代打鈴木葉留彦を中飛に打ち取るが、続く8回表、続投の加藤は先頭の代打・片平晋作を四球で出塁させ、石毛の犠打のあと続く立花義家に1号2点本塁打を浴び4-3と逆転。さらに二死後に田淵が二塁打、続く大田の適時打で追加点。9回表にも山崎裕之の1号本塁打でダメ押しした。
西武は8回から森が登板し、9回裏先頭打者の松本が安打で出るも篠塚を併殺に打ち取り二死。しかし、ここから原が安打、スミスの四球で二死一・二塁の好機を作り、迎えるは中畑。昨日の二死走者なしからの逆転の再現と思わせたが、森は中畑は見逃し三振に打ち取った。打順を入替えて17安打と打線が爆発した西武が7-4で勝利。森は今シリーズ初セーブを記録した。
公式記録関係（日本野球機構ページ）

### 第5戦
|                  | 1 | 2 | 3 | 4 | 5 | 6 | 7 | 8 | 9  | R | H | E |
| ---------------- | - | - | - | - | - | - | - | - | -- | - | - | - |
| 西武ライオンズ   | 0 | 0 | 0 | 2 | 0 | 0 | 0 | 0 | 0  | 2 | 6 | 0 |
| 読売ジャイアンツ | 0 | 0 | 0 | 0 | 0 | 0 | 2 | 0 | 3x | 5 | 5 | 1 |

1. 西：高橋直（5回1/3）、永射（0回2/3）、東尾（1回）、森（1回2/3）
2. 巨：西本（9回）
3. 勝利：西本（2勝）
4. 敗戦：森（1敗1S）
5. 本塁打
西：田淵2号ソロ（4回・西本）
巨：原3号ソロ（7回・東尾）、クルーズ2号3ラン（9回・森）
6. 審判
［球審］斎田
［塁審］山本文（一）、前川（二）、谷村（三）
［外審］藤本（左）、岡田功（右）
7. 試合時間：3時間26分

先発は巨人が西本聖、西武は高橋直。巨人は河埜がこの試合から先発に復帰した。
西本は初回、先頭打者の石毛を右飛に打ち取り、稲尾和久の持っていた日本シリーズ連続イニング無失点記録（26イニング）を25年ぶりに更新した。西武が4回表、平常時よりバットを短く持った先頭の田淵がポール直撃の2号ソロ本塁打で先制、西本のシリーズ連続無失点の記録は29イニングで途絶えることとなった。西武はさらに大田、テリーの連続安打で無死一、二塁とし、山崎は投手ゴロで併殺コースだったが西本の送球を受けた河埜が落球して中堅へ逸れ、二塁走者の大田が本塁へ生還し追加点。西本はさらに伊東に四球を与え無死満塁のピンチを招く。しかし高橋を三振、石毛を三塁ゴロ、そして立花を三振に打ち取り、この回を2失点で踏みとどまった。
巨人は6回裏、一死から松本が四球で出塁の後、河埜に淡口を代打に起用。ここで西武は高橋から左腕の永射へ継投し巨人はさらに淡口へ代打の平田を送る。だが永射は平田、続く篠塚を打ち取った。
西武は7回から東尾を投入する。しかし巨人は先頭の原が3号本塁打で1点を返すと、一死から中畑が右中間を破る三塁打、続くクルーズが三塁強襲適時安打で2-2の同点とした。
西武は東尾を1イニングであきらめ、8回から森を投入する。森は8回を三者凡退、9回も篠塚、原と打ち取り2死となる。ここでスミスが四球で出塁し、続く中畑のカウントが2ストライク1ボールとなったところでスミスが意表を突く二盗、中畑も四球で出塁し二死一、二塁。そしてクルーズが左翼中段へ1号サヨナラ3点本塁打を放ち、巨人が第3戦に続いて「9回二死無走者からのサヨナラ勝利」を演じた。
日本シリーズでのサヨナラゲームは20回目。巨人ではこのシリーズでの第3戦に次いで通算8回目のサヨナラ勝ちとなった。
公式記録関係（日本野球機構ページ）

### 第6戦
|                  | 1 | 2 | 3 | 4 | 5 | 6 | 7 | 8 | 9 | 10 | R | H  | E |
| ---------------- | - | - | - | - | - | - | - | - | - | -- | - | -- | - |
| 読売ジャイアンツ | 1 | 0 | 0 | 0 | 0 | 0 | 0 | 0 | 2 | 0  | 3 | 5  | 1 |
| 西武ライオンズ   | 0 | 0 | 0 | 0 | 1 | 1 | 0 | 0 | 1 | 1x | 4 | 12 | 0 |

1. （延長10回）
2. 巨：槙原（6回）、鹿取（1回）、加藤初（1回）、西本（1回）、江川（0回2/3）
3. 西：杉本（9回）、松沼雅（0回2/3）、永射（0回1/3）
4. 勝利：永射（1勝）
5. 敗戦：江川（2敗）
6. 本塁打
西：大田1号ソロ（6回・槙原）
7. 審判
［球審］岡田功
［塁審］藤本（一）、山本文（二）、前川（三）
［外審］三浦（左）、岡田哲（右）
8. 試合時間：3時間27分

第6戦の先発は第3戦に続き西武が杉本、巨人が槙原。
勝てば日本一の巨人は1回表河埜が四球、篠塚の中前安打で一死一、二塁の好機に原が三遊間を破る適時安打で1点を先制。スミス四球でなおも一死満塁と攻めるが、中畑が三塁ライナーで二塁へ転送されて併殺となりこの回は1点に終わった。杉本は2回以降立ち直り、8回までに打たれた安打は5回の投手内野安打一本のみと好投する。
西武は5回裏、伊東を二塁において石毛が左中間へ適時三塁打を放ち1-1の同点。6回には大田の1号本塁打で2-1と勝ち越した。巨人は7回鹿取、8回加藤と継投し、西武打線を0点に抑える。
そして9回、またも劇的な逆転が生まれる。
巨人が一死から篠塚が四球で出塁。好投を続けた先発の杉本はここで「今まで経験したことのないムードが体に走った」という。続く原も四球で一死一、二塁の好機。西武ベンチは抑えの森が2度もサヨナラ打を打たれたことから杉本を続投させる。スミスは左飛で二死となるが、中畑が杉本から右中間を破る適時三塁打を放ち、3-2と逆転。巨人は第3戦、第5戦に続き「9回二死からの逆転」を演じた。
9回裏を抑えれば日本一となる巨人は、西本を送る。西武は先頭のテリーが中飛となる。しかし一死から山崎が左前安打で出塁すると、続く伊東の代打片平も一、二塁間を破る右前安打、さらに杉本の代打・鈴木葉留彦も左前安打で一死満塁と西本を攻め、石毛が遊撃へ適時内野安打を放ち、3-3の同点に追いついた。しかし西本は西岡良洋を遊撃ゴロ、スティーブを中飛に打ち取り、この回を同点で踏みとどまった。
巨人は10回表、この回から登板の松沼雅から先頭の山倉が四球、西本の代打淡口が中前安打で無死一、二塁の好機。松本がバントの構えから強行するも一塁ゴロで二塁走者の山倉が三封され一死一、二塁。ここで石渡茂が犠打で送り二死二、三塁となるが、西武は篠塚を迎えたところで左腕の永射へ継投。篠塚は永射に三振に倒れ、巨人は勝ち越しを逃した。
巨人は10回裏に江川を送る。西武は江川を攻め、一死から大田、テリーの連続安打で一死一、二塁とサヨナラの好機を作るが山崎は三振で二死。西武はここで黒田正宏の代打に金森栄治を起用。巨人は金森に長打なし、また三遊間を破られた場合のバックホームに備え、左翼のクルーズに前進守備を取らせた。しかし金森はその前進守備のクルーズの頭上を越えるサヨナラ二塁打を放ち、西武が4-3で勝利。シリーズ新記録となる3度目のサヨナラ試合となった。西武の日本シリーズでのサヨナラ勝ちは前身の西鉄時代の1958年第5戦での稲尾和久の本塁打以来25年ぶり3度目で西武になってからは初となった。
公式記録関係（日本野球機構ページ）

### 第7戦
|                  | 1 | 2 | 3 | 4 | 5 | 6 | 7 | 8 | 9 | R | H | E |
| ---------------- | - | - | - | - | - | - | - | - | - | - | - | - |
| 読売ジャイアンツ | 0 | 0 | 1 | 0 | 1 | 0 | 0 | 0 | 0 | 2 | 5 | 0 |
| 西武ライオンズ   | 0 | 0 | 0 | 0 | 0 | 0 | 3 | 0 | X | 3 | 8 | 5 |

1. 巨：西本（7回）、角（1回）
2. 西：松沼博（4回2/3）、永射（0回0/3）、松沼雅（1回1/3）、東尾（3回）
3. 勝利：東尾（1勝1敗1S）
4. 敗戦：西本（2勝1敗）
5. 本塁打
巨：山倉2号ソロ（3回・松沼博）
6. 審判
［球審］岡田哲
［塁審］三浦（一）、藤本（二）、山本文（三）
［外審］斎田（左）、谷村（右）
7. 試合時間：3時間32分

第7戦は雨のため1日順延され、翌11月7日の月曜日に行われた。西武は予定通り松沼博、一方巨人は中1日で西本が先発。
巨人が3回表、山倉の2号ソロ本塁打で先制。5回表には西武の内野陣のエラーに乗じて追加点を挙げる。先頭の山倉の遊撃ゴロを石毛から送球を受けた田淵が後方へ逸らして出塁。西本の犠打と松本の二塁ゴロで二死三塁となり、続く河埜の投ゴロを今度は松沼博が一塁へ悪送球して山倉が生還し、2-0とリードを広げる。西武はこの試合で5失策を記録した。
劣勢の西武は7回表から東尾を投入する。追加点のほしい巨人は、一死後から投手の西本が安打で出塁、続く松本の犠打を一塁の田淵がはじいて松本が生き一、二塁。河埜の犠打で二死二、三塁とし、篠塚がレフト線への痛烈なファウルの後四球で出塁し、二死満塁と絶好のチャンスを迎える。ここで4番の原を迎えるが、カウント2-1からの4球目をシュート（原はひっくり返って避ける）、続く5球目は前の球が効いて真ん中スライダーで空振り三振に倒れた。
2死満塁のピンチを凌いだ西武は、ここまで0点に抑えられていた西本をついにに捉える。7回裏、先頭のスティーブが中前安打、田淵が四球で歩いて無死一、二塁。大田はバントを2度試みていずれも失敗しヒッティングに切り替え、1球ファウルの後の4球目を投手前へ痛烈なゴロ。併殺と思われたが西本がはじいてしまい（記録は安打）、無死満塁となる。ここでテリーが西本のシュートを狙い、左中間を破る走者一掃の3点適時二塁打を放ち一気に逆転した。しかし西本もここから踏ん張り、テリーを牽制死、続く山崎も安打の後盗塁死、伊東が二塁打を放つも東尾を打ち取り、7回を投げ切った。
西武は東尾が逆転後も続投。9回表、一死から松本を四球で歩かせる。ここで監督の広岡がマウンドに向かい東尾に対し松本の盗塁を警戒するよう促す。東尾は河埜の代打・山本功児との対戦の間に一塁へ何度も執拗に牽制し、松本を一塁へ釘付けにする。山本の二塁ゴロで松本が二塁に進み二死二塁、そして篠塚を初球で二塁ゴロに打ち取り、試合終了。西武が3-2で勝利し2年連続の日本一、念願の「打倒巨人」を果たした。
公式記録関係（日本野球機構ページ）

## 表彰選手
- 最高殊勲選手賞：大田卓司（西武）（第6戦で槙原から本塁打。打率.429（28打数12安打）、2打点）
- 敢闘賞：西本聖（巨人）（4試合に登板し、2勝1敗、防御率1.73（投球回数26、自責点5）。第2戦で完封勝利、第5戦では2失点（自責点は1）完投勝利）
- 優秀選手賞：田淵幸一（西武）（第1戦で江川、第5戦で西本聖からそれぞれ本塁打を放つ。打率.364（22打数8安打）、6打点）
- 優秀選手賞：テリー・ウィットフィールド（西武）（第3戦で槙原から3ラン、第7戦で西本聖から日本一を決める走者一掃の適時二塁打。打率.308（26打数8安打）、6打点）
- 優秀選手賞：中畑清（巨人）（打率.259（27打数7安打）ながらも第3戦で森繁和からサヨナラヒット、第6戦で杉本から一時は逆転となる適時三塁打を放ち3打点をマーク）

## テレビ・ラジオ中継

### テレビ中継
- 第1戦:10月29日
  - TBSテレビ　
    - 実況：石川顕　解説：張本勲　ゲスト解説：落合博満（ロッテ）
    - 放送時間:13:00 - 16:30
- 第2戦:10月30日
  - TBSテレビ　
    - 実況：渡辺謙太郎　解説：張本勲　ゲスト解説：落合博満
    - 放送時間:12:59 - 16:30（試合開始が13:00（JST）だった関係上、『クイズMr.ロンリー』、『超時空世紀オーガス』（ともに毎日放送製作）は休止となった）
- 第3戦:11月1日
  - 日本テレビ　
    - 実況：浅見源司郎　解説：金田正一　ゲスト解説：衣笠祥雄（広島）、落合博満
    - 放送時間:12:50 - 16:40（試合開始が13:00（JST）だった関係上『お昼のワイドショー』は12:50で終了となった）
- 第4戦:11月2日
  - 日本テレビ　
    - 実況：小川光明　解説：山内一弘（翌年から中日監督）　ゲスト解説：衣笠祥雄、江夏豊（日本ハム、シーズン終了後西武へ移籍）
    - 放送時間:12:50 - 16:35（試合開始が13:00（JST）だった関係上、第3戦同様に『お昼のワイドショー』は12時50分で終了）

  - NHK総合　
    - 実況:羽佐間正雄　解説：星野仙一　ゲスト解説：鈴木啓示（近鉄）
    - 放送時間:12:30 - 16:30（正午のニュースを5分短縮して放送し、連続テレビ小説『おしん』は通常より30分繰り上げて放送した）
- 第5戦:11月3日
  - 日本テレビ　
    - 実況：吉田填一郎　解説：土井正三　ゲスト解説：衣笠祥雄、江夏豊　
    - リポーター:山下末則（巨人サイド）、白岩裕之（西武サイド）、スタンドレポーター：増田隆生、共同インタビュアー:小川光明
    - 放送時間:12:50 - 16:45（試合開始が13:00（JST）だった関係上、第3戦、第4戦同様に『お昼のワイドショー』は12:50で終了）
- 第6戦:11月5日
  - フジテレビ　
    - 実況：盛山毅　ゲスト解説：江夏豊、平松政次（大洋）
    - リポーター：松倉悦郎（西武サイド、共同インタビュー兼任）、福井謙二（巨人サイド）
    - 放送時間:13:00 - 17:00
- 第7戦:11月7日
  - TBSテレビ　
    - 実況：池田孝一郎　解説：張本勲　ゲスト解説：小林繁（阪神、この年で引退し翌年からTBSの専属解説者）　
    - リポーター：石川顕（西武サイド、共同インタビュー兼任）、平原晋太郎（巨人サイド）
    - 放送時間:13:00 - 16:54（試合開始が13:00（JST）だった関係上、中継終了後に『花王 愛の劇場・妻の定年』は17:00、『妻そして女シリーズ』（毎日放送製作）は17:30、『昼の連続ドラマ』（中部日本放送制作）は17:45にそれぞれ時間を繰り下げて放送した）

#### 視聴率
- 関東地区では（ビデオリサーチ調べ）、第2戦（TBS系）は41.0%。第5戦（日本テレビ系）は41.8%。第7戦（TBS系）は40.2%だった。
  - 全7戦のうち3戦の視聴率が40%越えした。3戦の視聴率が40%越えしたのは1977年以降ではこの年と1994年だけである。ちなみに1994年も巨人と西武の対戦である。
  - 第7戦は平日昼開催で記録したものである。（第7戦そのものの雨天順延に伴う、日曜開催から月曜開催への変更によるもの。）

### ラジオ中継
- 第1戦:10月29日
  - NHKラジオ第1　解説：高田繁　ゲスト解説：鈴木啓示
  - TBSラジオ（JRN）　実況：渡辺謙太郎　解説：田宮謙次郎、稲尾和久
  - 文化放送（NRN）　解説：豊田泰光　ゲスト解説：江夏豊
  - ニッポン放送　実況：枇杷阪明　解説：金田正一　ゲスト解説：水谷実雄（阪急）
  - ラジオ日本　実況：島碩弥　解説：有本義明　ゲスト解説：高橋一三（日本ハム、この年で引退）
- 第2戦:10月30日
  - NHKラジオ第1　解説：加藤進　ゲスト解説：山本浩二（広島）
  - TBSラジオ（JRN）　実況：山田二郎　解説：杉下茂、稲尾和久
  - 文化放送（NRN）　解説：豊田泰光　ゲスト解説：江夏豊
  - ニッポン放送　実況:深澤弘　解説：近藤和彦、江本孟紀
  - ラジオ日本　実況：早川建二　解説：平田翼 ゲスト解説：江夏豊
- 第3戦:11月1日
  - NHKラジオ第1　解説：鶴岡一人　ゲスト解説：山田久志（阪急）
  - TBSラジオ（JRN）　実況：石川顕　解説：張本勲、長池徳士
  - 文化放送（NRN）　実況：戸谷真人　解説：豊田泰光　ゲスト解説：水上善雄（ロッテ）
  - ニッポン放送　実況：胡口和雄　解説：江本孟紀　ゲスト解説：江夏豊、若松勉（ヤクルト）
  - ラジオ日本　実況：内藤幸位　解説：有本義明
- 第4戦:11月2日
  - NHKラジオ第1　解説：広瀬叔功　ゲスト解説：大矢明彦（ヤクルト）
  - TBSラジオ（JRN）　実況：渡辺謙太郎　解説：田宮謙次郎、杉浦忠
  - 文化放送（NRN）　解説：別所毅彦、辻佳紀
  - ニッポン放送　実況：瀬戸将男　解説：近藤和彦、金田正一
  - ラジオ日本　実況：島碩弥　解説：有本義明 ゲスト解説：江夏豊
- 第5戦:11月3日
  - NHKラジオ第1　解説：星野仙一　ゲスト解説：大矢明彦
  - TBSラジオ（JRN）　実況：山田二郎　解説：張本勲、長池徳士
  - 文化放送（NRN）　実況：戸谷真人　　解説：別所毅彦　ゲスト解説：若松勉
  - ニッポン放送　実況：深澤弘　解説：土橋正幸　ゲスト解説：遠藤一彦（大洋）
  - ラジオ日本　実況：木島章夫　解説：平田翼　ゲスト解説：落合博満
- 第6戦:11月5日
  - NHKラジオ第1　解説：加藤進　ゲスト解説：山田久志
  - TBSラジオ（JRN）　実況：渡辺謙太郎　解説：張本勲、皆川睦雄
  - 文化放送（NRN）　実況：中田秀作　解説：別所毅彦　ゲスト解説：梨田昌孝（近鉄）
  - ニッポン放送　実況：宮田統樹　解説：江本孟紀
  - ラジオ日本　実況：内藤幸位　解説：平田翼　ゲスト解説：落合博満
- 第7戦:11月7日
  - NHKラジオ第1　実況：佐藤隆輔　解説：高田繁　ゲスト解説：山田久志
  - TBSラジオ（JRN）　実況：山田二郎　解説：杉下茂、皆川睦雄
  - 文化放送（NRN）　実況：戸谷真人　解説：別所毅彦　ゲスト解説：落合博満
  - ニッポン放送　実況：深澤弘　解説：金田正一　ゲスト解説：梨田昌孝
  - ラジオ日本　実況：島碩弥　解説：平田翼